# John L. Bullis
John Lapham Bullis (17 avril 1841 – 26 mai 1911) était un soldat américain multi-décoré et, plus tard, un entrepreneur.
Bullis servit dans l'armée américaine au cours de la guerre de Sécession, des guerres indiennes, et de la guerre hispano-américaine.
Au cours des années 1870 à 1880, Bullis mit à profit ses connaissances de l'Ouest du Texas pour faire des investissements dans la terre. En 1886, Bullis fut l'un des partenaires dans la mine d'argent Shafter du comté de Presidio au Texas, avec le célèbre colonel William R. Shafter et l'éleveur John A. Spencer. Ces investissements firent de lui un homme très riche.

## Biographie
John Lapham Bullis est né à Macedon dans l'État de New York, cadet d'une fratrie de sept enfants issus du mariage des Dr Abraham R. et de Lydia P. (Lapham) Bullis. Bien qu'il fût élevé comme un Quaker, il n'était pas pratiquant.

### Guerre de Sécession
Le 8 août 1862, Bullis s'enrôla comme soldat dans le 126th New York Volunteer Infantry (en). Il fut rapidement promu au grade de caporal.
Il fut blessé et capturé lors de la bataille de Harpers Ferry (12-15 septembre 1862). Au Cours de la bataille de Gettysburg (du 1er au 3 juillet 1863), il fut de nouveau blessé et capturé. Emprisonné par la suite pendant 10 mois à la brutale prison de Libby en Virginie, il fut échangé avec un soldat confédéré au printemps 1864.
En août 1864, il est nommé capitaine au 118e USCT d'Infanterie. L'USCT (United States Color Troops) étaient une unité composée de noirs évadés ou affranchis et d'esclaves qui s'étaient portés volontaires pour combattre la confédération. Leurs officiers et la plupart des sous-officiers supérieurs étaient blancs ; ils étaient tous volontaires pour rejoindre ce corps et avaient fait l'objet d'une promotion. Les hommes brillants et les sous-officiers expérimentés se voyaient proposer un rang d'officier subalterne (enseigne de vaisseau, lieutenant ou capitaine), et les officiers une promotion d'officier supérieur (major, lieutenant-colonel ou colonel).
En février 1866, il fut rayé des contrôles de l'armée n'ayant pas réussi à obtenir une titularisation à l'occasion de la considérable réduction d'effectifs après-guerre.

### Guerres indiennes
En septembre 1867, il se vit proposer un poste en tant que sous-lieutenant au 41e d'Infanterie  (de couleur), un régiment de soldats noirs. En 1869, au cours d'une nouvelle réduction d'effectifs de l'armée, passant de 45 régiments à 25, il est affecté en tant que lieutenant au 24e d'Infanterie (de couleur).
En 1873, Bullis est promu premier lieutenant, et ré-affecté au commandement des éclaireurs séminoles noirs à Fort Clark, Texas.
De 1873 à 1876 puis de 1878 à 1879, il a servi sous les ordres du général Ranald S. Mackenzie, et reçut une citation pour bravoure.
De 1882 à 1888, il a servi au Fort Supply en Territoire indien.
En 1886, il a servi sous les ordres du général Nelson A. Miles au cours de sa campagne de capture de Geronimo.
De 1888 à 1893, Bullis servit comme un agent des affaires indiennes pour les Apaches à la Réserve San Carlos. De 1893 à 1897, il est stationné à Santa Fe, Nouveau-Mexique, où il sert comme un agent des affaires indiennes pour les Pueblos et les Jicarillas.
Promu major en 1897, il sert en tant que trésorier au Fort Sam Houston,.
En 1898-1899, Bullis sert dans la guerre hispano-américaine à Cuba.
En 1904, peu de temps avant sa retraite, il est promu au grade de général de brigade par le Président Theodore Roosevelt.

#### Batailles

##### Le passage d'Eagle's Nest (avril 1875)
Le 5 avril, le lieutenant Bullis et trois éclaireurs (le sergent John Ward, le clairon Isaac Payne, et le soldat Pompey Factor) partent en patrouille tenter d'intercepter une bande de pillards qui avaient attaqué un relais de diligence. Le 18 avril, Bullis et ses hommes tombent sur une bande de 25 à 30 apaches lipans conduisant un troupeau de 75 chevaux volés au Mexique. Les chevaux étaient présumés volés parce que certains avaient des brides et des fers et d'autres non. Bien qu'en infériorité numérique, ils décidèrent de poursuivre et d'appréhender les voleurs de chevaux. L'après-midi du 26 avril, ils les rattrapèrent au passage d'Eagle Nest juste avant la rivière Pecos. Ils surprirent la bande et récupérèrent les chevaux. Mais les voleurs décidèrent de contre-attaquer. Une bataille rangée s'ensuivit au cours de laquelle le sergent Ward eut la crosse de sa carabine fracassée par une balle. En infériorité numérique et à court de munitions, les éclaireurs décidèrent de se replier, abandonnant leurs chevaux. Bullis, à pieds après avoir été désarçonné, fut sauvé par le sergent Ward, qui le chargea sur son cheval au trot. Bullis recommanda le sergent Ward, le clairon Payne et le soldat Factor pour la Medal of Honor qu'ils reçurent le 28 mai 1875.

### Vie après l'Armée
Bullis quitta l'armée pour la retraite en 1905 avec le grade de général de brigade.
Bullis était à Fort Sam Houston pour regarder un match de boxe au gymnase du fort le 25 mai 1911 au soir quand il fit un malaise. Il mourut à l'hôpital du post de Fort Sam Houston le 26 mai 1911 d'un accident vasculaire cérébral.
John Lapham Bullis fut inhumé au cimetière national de San Antonio. Il fut suivi par sa seconde femme Josephine (Withers) Bullis en 1934.

## Famille
En 1872, Bullis épouse Alice Rodríguez (?-1887) de San Antonio, Texas. Elle décède en 1887 sans enfants.
En 1891 il épouse Josephine Withers (8 septembre 1865 - 3 décembre 1934) de San Antonio, Texas. Ils eurent 3 filles.
- Lydia P. Bullis (née le 7 septembre 1892 (1re jumelle) à Fort Bayard, Nouveau Mexique - décédée le 20 septembre 1973 à San Antonio, Texas)
- Anita Withers Bullis (née le 8 septembre 1892 (2e jumelle) à Fort Bayard, Nouveau Mexique - décédée le 2 octobre 1944 à San Antonio, Texas). Anita fut enterrée au cimetière San Fernando #1 (Cemeterio de San Fernando), San Antonio, Texas.
- Octavia M. Bullis (née le avril 1894 à Santa Fe, Nouveau Mexique - décédé le 30 juin 1975 à San Antonio, Texas). Octavia fut inhumée dans le caveau de son mari William au cimetière national de San Antonio.

Octavia épousa William (Sumner Teall) Halcomb (né le 12 mars 1893 - décédé le 30 septembre 1974), officier de l'US Army. Ils eurent un fils, William Summer Halcomb (né le 28 octobre 1927), retraité de l'US Army avec le grade de lieutenant-colonel

## Décorations
En 1881, Bullis reçu une paire d'épées gravées (une d'or et une d'argent) en reconnaissance de ses services de la part des citoyens de Kinney Comté, dans l'Ouest du Texas. Elles peuvent être vues au Musée Witte à San Antonio, au Texas.
Le 7 avril 1882, Bullis reçut les remerciements de l'assemblée du Texas dans une résolution « au nom de la population de la frontière de l'État, reconnaissante de ses efforts pour les protégée des indiens et autres ennemis de la frontière du Texas » .
En 1890, Bullis reçut des citations pour services valeureux au cours des combats de Remolino (Coahuila, Mexique) (1873), passe d'Eagle's Nest (Pecos River, Texas) (1875), Saragosa (Coahuila, Mexique) (1876), et Burro Mountains (Coahuila, Mexique) (1881).
En 1917, un poste fut nommé Camp Bullis en son honneur.